# The Hounds of Baskerville
The Hounds of Baskerville (Los sabuesos de Baskerville en español) es el quinto episodio de la serie británica Sherlock, y el segundo de la segunda temporada. Está basado libremente en El sabueso de los Baskerville.

## Sinopsis
Sherlock (Benedict Cumberbatch), tras haberse limpiado de un experimento realizado con arpón que lo bañó de sangre, se encuentra alterado por el aburrimiento y la abstinencia de la nicotina, suspirando por un caso que merezca la pena. Tras ridiculizar el correo electrónico de una niña que pregunta por su «conejo luminoso perdido» llamado Bluebell, él y John (Martin Freeman) reciben la visita de Henry Knight (Russell Tovey), un hombre cuyo padre fue asesinado por un «gigante sabueso» en Dartmoor veinte años antes. Él se asustó y salió huyendo, siendo encontrado en el páramo a la mañana siguiente. Tras años de terapia, regresó a aquel sitio, donde nota que ocurre algo y eso reactiva sus miedos, lo que le hizo recurrir a Holmes, quien accede a ayudarle por el hecho de que Knight usó el término arcaico de «sabueso» en lugar de «perro».
En Dartmoor, Sherlock y John empiezan a preguntar por los locales del sitio por el perro, y les referencian a un joven que encontró y conserva una huella de un perro gigante. Deciden visitar la base militar de Baskerville, donde Sherlock puede entrar gracias a la identificación oficial de su hermano Mycroft (Mark Gatiss). Allí conocen a varios miembros del complejo: el Mayor Barrimore (Simon Paisley Day), la Doctora Stapleton (Amelia Bullmore) y el Doctor Frankland (Clive Mantle). Sherlock deduce que la Doctora Stapleton (que experimenta con la genética) es la madre de la niña que le preguntó por el conejo luminoso Bluebell. Cuando las credenciales de Mycroft hacen saltar las alarmas, el Doctor Frankland les ayuda a irse. Más tarde les da a entender que fue amigo del padre de Henry, y muestra preocupación por su bienestar.
Más tarde esa noche, Holmes y Watson van a buscar a Henry, que les dice que recuerda las palabras "Libertad" y "En" en sus sueños. Sherlock le convence para ir al páramo y enfrentarse a la bestia.  Durante el viaje, John se aleja de ellos, viendo a lo lejos un mensaje en morse con destellos de luz: UMQRA. Al tiempo, Sherlock y Henry logran ver al animal, aunque Sherlock lo niega.
Una vez han dejado a Henry en casa, vuelven al hotel. Sherlock admite estar asustado y confuso, ya que él también vio al perro, algo que no creía probable. John se muestra escéptico, e intenta relajar a su compañero. Sherlock reacciona con enfado, denegando que le pasara nada, y para demostrarlo, deduce todo acerca de dos comensales que había cerca de ellos, y ordena a John que le deje solo. John, se va, molesto por la reacción de su amigo (aunque Sherlock alega que no los tiene), y decide volver a buscar las señales de morse, para descubrir que los destellos de luz venían de un coche en el cual había una pareja, y que no significaba nada. Luego recibe un mensaje de Sherlock para que hable con la psicóloga de Henry, la doctora Louise Mortimer (Sasha Behar). Durante la entrevista, aparece el doctor Frankland, revelando que John es el asistente de Sherlock, lo que hace que Mortimer se vaya. Mientras, en su casa, Henry tiene una alucinación con el perro.
Por la mañana, Sherlock visita rápidamente a Henry, antes de ir a buscar a John, que le dice que UMQRA no significaba nada. Eso ayuda a Sherlock a pensar que "sabueso" en realidad puede ser un anagrama (en inglés, H.O.U.N.D.), y no una palabra; además le aclara que el no tiene amigos porque solo tiene uno, John. Se encuentran con el Inspector Lestrade (Ruper Graves), enviado por Mycroft para vigilar a Sherlock. Con su ayuda, interrogan a los dueños del hotel (de los que Watson sospechaba por comprar mucha carne para tener un menú vegetariano), quienes admiten haber soltado un perro gigante por el páramo para atraer turistas, aunque tuvieron que sacrificarlo. Eso satisface a Lestrade, pero Sherlock sigue insistiendo en que había aún un perro por el páramo.
Sherlock llama a su hermano, consiguiendo 24 horas de acceso a la base militar de Baskerville, para enfado del Mayor Barrymore. En los niveles inferiores del laboratorio, John investiga en los laboratorios de genética, pero se queda atrapado, y empieza a oír gruñidos de perro. Como puede, llama a Sherlock, que le rescata.
Se enfrentan a Stapleton, quien admite haber jugado con la genética para modificar la conducta de los animales y que por eso se llevó al conejo de su hija, ya que se había mezclado con otros conejos. Sherlock piensa que el perro era en realidad una manifestación de una droga ingerida con el azúcar, pero el análisis no detecta nada. Sherlock utiliza su Palacio Mental, llegando a la conclusión de que «Libertad» y «En» (en inglés Liberty e In) visto en los sueños de Henry vienen por Liberty (Indiana). Con ayuda de la genetista, Sherlock y John acceden a los archivos confidenciales de Baskerville, llegando a una zona restringida por una clave de la CIA, sólo accesible por Barrymore. Mirando la oficina del comandante, Sherlock deduce la contraseña de acceso, «Maggie», diminutivo del nombre de Margaret Tatcher. H.O.U.N.D. se revela como un plan diseñado para crear un arma química que provoque alucinaciones en la mente que recibió ese nombre por las iniciales de los 5 principales científicos que trabajaban en el proyecto; al ver una foto, queda claro que Frankland también trabajaba en el proyecto. John recibe una llamada de la doctora Mortimer, que le dice que Henry lleva una pistola, había irrumpido en su casa, y había huido.
Suponiendo que va a la hondonada donde murió su padre, Sherlock cita a Lestrade y van hacia allá, topándose a Henry a punto de suicidarse. Sherlock le explica lo de las alucinaciones, y que su padre fue atacado por Frankland, quien en aquel momento llevaba una máscara, y una camiseta con las palabras "S.A.B.U.E.S.O., Libertad en" (H.O.U.N.D. Liberty, In) escrito en ella. Los recuerdos de Henry fueron sometidos por la terapia, pero ahora que volvía a recordar debía ser silenciado. Frankland quería desestabilizarle y matarle, poniéndole en entredicho. Sherlock deduce que la droga está en la niebla, lo que provocaba que Henry se desestabilizase con engaños. Cuando se calma, oyen el ruido de un perro, que en realidad no murió, pero fue abandonado por los hosteleros. En un momento de terror, Sherlock ve la imagen de Jim Moriarty (Andrew Scott), hasta que se da cuenta de que es Frankland, que quiere que maten al perro, que es derribado por Lestrade y John. Henry intenta estrangular a Frankland por todo lo que había pasado en esos años, pero los demás le detienen. Frankland admite que mató a su padre por meterse con el experimento H.O.U.N.D., y que le mató golpeándole con una roca en la lucha. Logra escapar, pero en la huida, se mete en el campo de minas y pisa una; al darse cuenta de que es lo que ha pasado, levanta lentamente su pie para detonar la mina, auto-explotándose.
Al día siguiente, John y Sherlock hablan del caso. John no entiende qué pasó con el perro en las instalaciones subterráneas, y Sherlock admite que fue un montaje para comprobar desde donde entraba la droga, ya que había proporcionado a John un azúcar distinta a la que él había tomado.
En la escena final, Mycroft supervisa la liberación de Moriarty de una celda, donde ha escrito el nombre de Sherlock en todas las paredes varias veces.

## Alusiones
Un tipo especial de alucinogéno olfatorio presente en el ambiente e indetectable para sus víctimas fue el arma homicida en el relato corto La aventura del pie del diablo. 
Una imagen de Sherlock manchado de sangre con un arpón es el comienzo del relato acerca de Peter "el Negro" y el comentario de John Watson sobre el arponamiento de un cerdo es también tomado de allí.
Louis Mortimer, Stapleton, Frankland, Barrymore y Henry Knight son todos personajes libremente adaptados de la novela original. El centro Baskerville toma las características y el papel narratorio de la ciénaga de Grimpen.
La escena de Sherlock parado sobre una roca mirando hacia las instalaciones de Baskerville, es una referencia a la escena de la novela en la que Watson ve la silueta de una persona (Sherlock Holmes) en los páramos observando a John durante el trabajo que le encargó.
La deducción de Holmes en el caso de Bluebell, el conejo referentes al obvio trabajo interno ante una jaula cerrada parece tener remembranza con el caso de Estrella de plata, apertura de la colección Las Memorias de Sherlock Holmes.